# Kostřava rákosovitá
Kostřava rákosovitá (Festuca arundinacea) je travina vysokého, statného vzrůstu pěstována v trávních směsích určených pro krmení hospodářských zvířat. Řadí se do podčeledě vlastní lipnicovité (Pooideae).

## Rozšíření
Pro svou velkou přizpůsobivost, hlavně z hlediska vodního režimu, roste téměř celosvětově. Domovem je v Evropě, v mírném a subtropickém pásmu Asie, v tropických oblastech Indického poloostrova a v severní Africe. Lidmi byla v pozdější době rozšířena do Severní Ameriky, Austrálie i na Nový Zéland
Ve schopnosti odolat suchému počasí překonává všechny kulturní trávy pěstované v České republice, přitom dobře snáší i dočasné záplavy. Lépe ji vyhovují těžké půdy, ale uplatní se i na lehčích. Na vyšší dávky živin reaguje zvýšenou produkci biomasy i konkurenceschopností mezi ostatními rostlinami.

## Popis
Je to vytrvalá volně trsnatá rostlina tmavě zelené barvy se stébly vysokými 50 až 150 cm, v optimálních podmínkách doroste do 2 metrů a více. Občas vytváří do 10 cm dlouhé podzemní rozmnožovací výhonky. Kořenvý systém rostliny je silně rozvinutý, sahá do hloubky až 150 cm, má dobrou schopnost absorbovat vláhu i živiny. Nevytváří sterilní stébelné výhonky, ale její poměrně široké přízemní listy jsou velmi dlouhé.
Stébla bývají dost silná, až 10 mm, jsou přímá, nerozvětvená, žlábkovaná, lysá a pod latou drsná. Mívají 2 až 5, nejčastěji 3 lysá kolénka. Pochvy jsou otevřené, žlábkované nebo lysé, spodní jsou světlejší, starší tmavší, vláknitě nerozpadavé. Listy bývají dlouhé 10 až 60 cm, (někdy i 100 cm) a široké 3 až 12 mm (i 18 cm), na horní straně viditelně žebrovaté, na spodní lesklé. Jsou tuhé a jen na koncích převislé, sklerenchymatické pletivo je na horní i spodní straně, v pupench jsou srolované. Jazýčky v podobě nízkého lemu jsou dlouhé do 2 mm, ouška jsou zřetelně obrvená, na konci zaokrouhlená.
Laty bývají dlouhé 10 až 30 cm, extrémně až 50 cm a 8 až 30 cm široké, přímé, i po rozkvětu rozkladité, v horní části někdy převislé. Mají barvu zelenou nebo slabě purpurovou, hranatý profil, drsné vřeteno i větve a ve spodní části nemají klásky. Spodnější větve nejsou shodné, kratší mají jen 4 až 8 klásku a delší jsou s 5 až 15, klásky mívají 3 až 10 květů. Plevy s bělavým okrajem jsou kopinatě zašpičatělé, nejsou shodné, spodní s jedinou žilkou jsou dlouhé 3 až 6 mm a horní se 3 žilkami měří 4,5 až 7 mm, jsou úzce blanitě lemované. Pluchy zdélí 5 až 9 mm jsou vejčitého tvaru, mají 5 žilek, na konci s jednou nebo dvěma špičkami, bývají často bezosinné nebo mají osiny ježatě vybíhající dlouhé až 4 mm. Plušky se dvěma žilkami jsou stejné dlouhé jako pluchy, pod kýlem jsou drsné. Semeník je lysý. Kostřava rákosovitá vykvétá v červnu až červenci. Chromozómové číslo je 2n = 42, méně často i 28, 56 a 70.
Plodem je šedavě žlutá pluchatá obilka, někdy krátce osinatá, dlouhá 6 až 9 mm a široká 1,2 až 1,8 mm. Je tence protáhlá, vejcovitého tvaru, nahoře zašpičatělá. Stopečku má 1,5 mm dlouhou, nálevkovitě rozšířenou. 400 až 450 obilek váží 1 gram. Vzchází středně rychle, za 2 až 3 týdny. 

## Význam
Je to vitální tráva ozimého charakteru, plné reprodukce dosahuje až v druhém užitkovém roce. Její hlavní předností je odolnost proti suchu a vytvoření velkého množství rostlinné hmoty. Vhodná je do intenzivně hnojených travních porostů a do trvalých porostů využívaných pro prodloužení pastevního období a v oblastech se zimní pastvou. Při dostatku živin má dlouhou vegetační dobu, její listy mohou přes zimu zůstávat částečně zelené a na jaře brzy opět obrůstá. Pro pastvu se doporučuje vysévat jako dominantní druh, protože při nízkém zastoupení je zvířaty opomíjena. Pro kosení je vhodná ve směsích, např. s lipnicí luční. První seč je nutno provést na počátku metání, pokosená rychle zasychá, je vhodná na seno i siláž. Její tvrdost a tuhost, včetně přítomnost nežádoucích alkaloidů snižuje její pícní hodnotu, pro lepší přijímáni zvířaty je mnohdy zapotřebí pořezat dlouhá stébla.
Jsou vyšlechtěny odrůdy vhodné i pro zakládání okrasných trávníků na nezavlažovaných místech, tyto rostliny jsou hlavně jemnější, mají užší listy a mohou se sekat na nižší velikost. Trávníky z kostřavy rákosovité snesou velké zatížení a časté sešlapávání. Pro své pevné a hluboké kořeny ji lze s úspěchem použít do protierozních trávníků. Uvažuje se také s jejím využíváním pro energetické účely, průměrně ve druhém roce bez hnojení vyprodukuje 6,8 t/ha a při hnojení dusíkem až 10 t/ha suché biomasy. V EU je registrováno asi 220 odrůd.

## Taxonomie
V České republice rostou dva poddruhy kostřavy rákosovité:
- Kostřava rákosovitá pravá (Festuca arundinacea) Schreb. subsp. (arundinacea)
- Kostřava rákosovitá drsná (Festuca arundinacea) Schreb. subsp. (uechtritziana) (Wiesb.) Hegi [2]

V Evropě rostou další tři poddruhy:
- Festuca arundinacea Schreb. subsp. atlantigena (St.-Yves) Auquier
- Festuca arundinacea Schreb. subsp. fenas (Lag.) Arcang.
- Festuca arundinacea Schreb. subsp. orientalis (Hack.) Tzvelev [7]